# Diecezja Angoulême
Diecezja Angoulême (łac. Diœcesis Engolismensis, fr. Diocèse d'Angoulême) – diecezja Kościoła rzymskokatolickiego we Francji. Powstała w III wieku, obecny kształt terytorialny uzyskała w 1822 roku. W ramach przeprowadzonej w 2002 reorganizacji Kościoła francuskiego, została przeniesiona z metropolii Bordeaux do metropolii Poitiers.

## Główne świątynie
- Katedra: Katedra św. Piotra w Angoulême

## Biskupi
- biskup diecezjalny: Hervé Gosselin
- biskup senior: Claude Dagens